# Стони хокеј
Стони хокеј је спорт који се игра на пластичном столу направљеном за ту употребу. Међународна стонохокејска федерација (ITHF) користи само столове за стони хокеј направљене од шведске фирме Стига.
Спорт који поред брзине захтева и велику количину тактичког знања, координацију, интелигенцију и огромну дозу менталне снаге. Ова игра се због свега што захтева често назива и "шах 100 km на сат." Организовани стони хокеј се игра у северној, централној и источној Европи, у Северној Америци и у Јапану.
Светско првенство организује ITHF сваке две године. Stiga Play Off игра је званични производ који се користи на Светском првенству.
Шведска је доминирала сценом стоног хокеја од самог почетка и неколико година у новом миленијуму. Шведска је освојила све светске шампионате до финског злата у Риги 2005. године. Такође, само су швеђани побеђивали на отвореном шведском првенству (Swedish Masters), а до 2007. године сви појединачни светски прваци били су швеђани. Али нове и врло талентоване генерације долазе из Русије, Летоније, Финске и Чешке. Садашња велика звезда и светски број један је Максим Борисов из Русије, који је практично од сезоне 2012 почео освајати све главне турнире.
Осим великих шест нација Шведске, Финске, Русије, Чешке, Норвешке и Летоније, овај спорт играју и многи други, а чак 63 нације се налазе на ITHF светској листи. На светској листи ITHF тренутно се налази три српска играча, док сви регистровани играчи на светској листи живе ван граница државе. Србија заузима 24. позицију са 2216 бода. Овај спорт је на Балкану врло непознат и не постоје званични турнири који се одржавају у Србији.

## Историја
Ову игру су измислили браћа Widegren, који су 1939. године продали ручно израђени прототип сестрама Svenssons и фирми AB Aristospel у Стокхолму. Компанија је продавала ту игру до 1972. године, када је банкротирала. С краја 1950-их појавила се још једна конкурентска фирма звана Стига из града Транос, која је продала своје прве примерке 1957. године. Игра се од тада развијала и развој је предуслов за данашњу сложенију врсту ове игре. Данас Стига доминира тржиштем и производи око 100.000 примерака годишње, а извози и у друге земље.

## Правила игре
Ово су најважнија правила.

### Модел игре и припрема
- Морају се користити столови које прави фирма Стига.
- Чашице испод оба гола се морају уклонити.
- Столови се морају причврстити.
- Брзина површине мора се одржавати да буде као уобичајена брзина фабрики произведеног стола.

### Фигуре за игру
- Све фигуре морају бити оне које производи Стига.

### Меч
- Меч траје пет минута.
- Време тече и када пак излети из игре.
- Аудио тајмер се користи за све мечеве.
- Ако се било који играч повуче током утакмице када противник инсистира на наставку, он / она аутоматски губи све његове / њене голове постигнуте током игре, док противник може додати додатних пет голова у његовом / њеном резултату.
- Током утакмицама баража, у случају нерешеног резултата на крају од пет минута, игра се прековремена игра. Прековремена игра почиње новим суочавањем (face-off). Победник је онај који постигне први гол у прековременој игри. Такав гол се назива ”изненадна смрт” (sudden death).

### Суочење (Face-off)
- Сви мечеви почињу тако што се пак ставља на централно место. Игра почиње са сигналом отварања. Ако било који играч почне са игром пре сигнала, почетак (face-off) се понавља.
- Поновно суочавање (face-off) се одиграва тако што неко од играча испушта пак на централно место.
- Суочавање је нешто другачије у току ”изненадне смрти” тј. у прековременој игри. Тада се пак ставља на центар док неутралан посматрач изговара: ”Ready, go!".

Центарфор и одбрамбени играчи се током суочавања морају вратити на свој део терена, иза централне црвене линије.
- Играчи морају бити сигурни да је њихов противник спреман прије испуштања пака. Ако је суочавање изведено погрешно противнику је дозвољено да затражи нови или он / она може извести ново суочавање испуштајући пак сам / сама. Ако играч изведе пуно лоших испуштања у једном мечу, противник може тражити неког неутралног да испушта пак.
- Три секунде мора проћи након сваког испуштања пака пре него што се важећи гол може постићи. Ово правило је на снази чак и ако неутрална особа испушта пак.
- Пак мора ударити у бочну ограду, или нека друга фигура осим центарфора мора стећи контролу над паком пре него што се гол може постићи и урачунати. Постигнути гол се не рачуна ако пак уђе у гол само тако што се одбио од бочну ограду или од играча. У сваком случају, три секунде мора проћи пре испуштања пака на центар и постизања гола.

### Постизање гола
- Пак мора остати унутар гола да би се гол урачунао. Ако пак уђе и искочи из гола, гол се не рачуна.
- По постизању гола пак мора бити уклоњен из гола тј. кесице у коју је упао (ако постоји) пре следећег суочавања.
- Погодак постигнут директно угуравањем непомичног пака ка голу кавезу или против голмана, се не рачуна. Погодак је постигнут индиректно на сличан начин (од бочну ограду или другу фигуру) је важећи.
- Ако је гол постигнут у тренутку сигнала који означава крај меча, гол није важећи.
- Ако било се било која фигура поломи или искочи из лежишта у тренутку постизања гола, гол је важећи.
- Погодак постигнут померањем целог стола није важећи.

### Правило линије гола
- Ако пак не упадне у гол и налази иза голмана тј. додирује гол линију, играч који се брани може тражити "блок" и ново суочавање се одиграва. Пак се испушта на центар.
- Ако пак не додирује гол линију, играч који се брани мора наставити игру.

### Правило поседовања
- Није дозвољено да задржавати посед пака без икаквог препознатљивог покушаја да се постигне гол. Ово се сматра пасивном игром.
- Ако се пак чува у поседу једне фигуре без додавања или шутирања више од пет секунди, противник може упозорити играча.

### Ометање
- Играч може додирнути његове / њене фигуре (погурати их надоле у случају да су испали из лежаја) тек када он / она има потпуни посед пака.
- Ако играч постигне гол док противник додирује његове / њене фигуре, гол се рачуна.
- Грубо играње које резултира да се стол тресе и изазива да се пак помера, је забрањено.
- Ако било која фигура изгуби посед пака због стола који се тресао, пак мора бити враћен тој истој фигури.

### Прекид
- Ако дође до необичне ситуације (нпр. нешто се поломи, гол или фигура искоче из лежишта, светла у просторији за игру се угасе, неки други пак са другог стола доскочи, неко или нешто прекида било ког противника), меч се мора одмах суспендовати. Играч може прекинути игру тако што каже "стоп" ако противник није свестан таквог стања. Утакмица се наставља када су оба играча поново спремна за игру.
- Ако је меч прекинут, а значајно време је изгубљено, онда се изгубљено време мора додати преосталом времену и меч се наставља.
- Ако је неко од играча имао неприкосновену контролу над паком пре прекида, утакмица се наставља са паком на месту где је био, у супротном изводи се ново суочавање.

## Турнири
Међународна стонохокејска федерација ITHF дели појединачне турнире на шест нивоа.

### Ниво 1
Светско првенство и Континентално првенство (Северноамеричко првенство и Европско првенство).

#### Историја Светског првенства
| Година | Локација                | Победник          | Број учесника          |
| ------ | ----------------------- | ----------------- | ---------------------- |
| 1989   | Stockholm, Sweden       | Mikael Kratz      | 42 (7 националности)   |
| 1992   | Brno, Czechoslovakia    | Jacob Lindahl     | 32 (5 националности)   |
| 1993   | Paris, France           | Anders Ekestubbe  | 61 (9 националности)   |
| 1995   | Stockholm, Sweden       | Jacob Lindahl     | 66 (8 националности)   |
| 1997   | Helsinki, Finland       | Hans Österman     | 61 (9 националности)   |
| 1999   | Wilhelmshaven, Germany  | Stefan Edwall     | 71 (15 националности)  |
| 2001   | Plzeň, Czech Republic   | Hans Österman     | 100 (16 националности) |
| 2003   | Zurich, Switzerland     | Daniel Wallén     | 102 (19 националности) |
| 2005   | Riga, Latvia            | Hans Österman     | 132 (22 националности) |
| 2007   | Moscow, Russia          | Roni Nuttunen     | 117 (19 националности) |
| 2009   | Budapest, Hungary       | Roni Nuttunen     | 131 (16 националности) |
| 2011   | Turku, Finland          | Oleg Dmitrichenko | 105 (17 националности) |
| 2013   | Stavanger, Norway       | Atis Silis        | 121 (23 националности) |
| 2015   | St. Petersburg, Russia  | Maxim Borisov     | 108 (16 националности) |
| 2017   | Liberec, Czech Republic | Edgars Caics      | 146 (25 националности) |
| 2019   | Raubychi, Belarus       | Maxim Borisov     | 115 (16 националности) |
| 2021   | Tallinn, Estonia        | Yanis Galuzo      | 110 (12 националности) |

#### Историја Европског првенства
| Година | Локација             | Победник         | Број учесника          |
| ------ | -------------------- | ---------------- | ---------------------- |
| 1990   | Lund, Sweden         | Jörgen Sundqvist | 63 (9 националности)   |
| 1992   | Brno, Czechoslovakia | Mikael Kratz     | 75 (5 националности)   |
| 2006   | Skalica, Slovakia    | Alexey Zakharov  | 111 (17 националности) |
| 2008   | Riga, Latvia         | Ahti Lampi       | 103 (10 националности) |
| 2010   | Överum, Sweden       | Ahti Lampi       | 82 (9 националности)   |
| 2012   | Riga, Latvia         | Maxim Borisov    | 106 (13 националности) |
| 2014   | Riga, Latvia         | Maxim Borisov    | 122 (14 националности) |
| 2016   | Tallinn, Estonia     | Edgars Caics     | 124 (15 националности) |
| 2018   | Eskilstuna, Sweden   | Maxim Borisov    | 128 (17 националности) |

#### Историја Северноамеричког првенства
| Година  | Локација         | Победник            | Број учесника        |
| ------- | ---------------- | ------------------- | -------------------- |
| 2008    | Detroit, USA     | Kenny Dubois        | 38 (3 националности) |
| 2009    | Detroit, USA     | Bernie Kunzler      | 36 (3 националности) |
| 2010    | Detroit, USA     | Bjarne Axelsen      | 34 (4 националности) |
| 2011    | Detroit, USA     | Bjarne Axelsen      | 25 (4 националности) |
| 2012    | Detroit, USA     | Bjarne Axelsen      | 48 (4 националности) |
| 2013    | Detroit, USA     | Bjarne Axelsen      | 42 (3 националности) |
| 2014    | Livonia, USA     | Bruce Turner        | 40 (2 националности) |
| 2015    | Livonia, USA     | Karl Jönsson        | 40 (4 националности) |
| 2016    | Livonia, USA     | Roman Nezhyba       | 35 (3 националности) |
| 2017    | Livonia, USA     | Roman Nezhyba       | 30 (3 националности) |
| 2018    | Livonia, USA     | Roman Nezhyba       | 24 (3 националности) |
| 2018-II | Edmonton, Canada | Bjarne Axelsen      | 25 (3 националности) |
| 2019    | Lemont, USA      | Vitaly Skorobogatov | 17 (4 националности) |

### Ниво 2
Великих шест (Big six), Светско првенство специјалне класе, Европско првенство специјалне класе.

#### Историја Светског првенства за даме
| Година | Локација                | Победник           | Број учесница        |
| ------ | ----------------------- | ------------------ | -------------------- |
| 1992   | Brno, Czechoslovakia    | Nathalie Biais     | 6 (3 националности)  |
| 1993   | Paris, France           | Sissie Wikström    | 9 (5 националности)  |
| 1995   | Stockholm, Sweden       | Chatrin Johansson  | 12 (6 националности) |
| 1997   | Helsinki, Finland       | Sissie Wikström    | 8 (5 националности)  |
| 1999   | Wilhelmshaven, Germany  | Tarja Lindberg     | 8 (3 националности)  |
| 2001   | Plzeň, Czech Republic   | Piia Pulliainen    | 12 (6 националности) |
| 2003   | Zurich, Switzerland     | Piia Pulliainen    | 22 (8 националности) |
| 2005   | Riga, Latvia            | Piia Pulliainen    | 21 (8 националности) |
| 2007   | Moscow, Russia          | Alexia Belavina    | 15 (6 националности) |
| 2009   | Budapest, Hungary       | Maria Yalbacheva   | 23 (9 националности) |
| 2011   | Turku, Finland          | Maria Yalbacheva   | 16 (7 националности) |
| 2013   | Stavanger, Norway       | Maria Miloradova   | 18 (9 националности) |
| 2015   | St. Petersburg, Russia  | Viktoria Laricheva | 18 (8 националности) |
| 2017   | Liberec, Czech Republic | Irina Vorobyeva    | 23 (9 националности) |
| 2019   | Raubychi, Belarus       | Maria Savelyeva    | 21 (7 националности) |
| 2021   | Tallinn, Estonia        | Maria Savelyeva    | 17 (6 националности) |

#### Историја светског првенства за јуниоре
| Година | Локација                | Победник           | Број учесника         |
| ------ | ----------------------- | ------------------ | --------------------- |
| 1997   | Helsinki, Finland       | Mikael Lindberg    | 9 (5 националности)   |
| 1999   | Wilhelmshaven, Germany  | Erno Lantiainen    | 8 (4 националности)   |
| 2001   | Plzeň, Czech Republic   | Miikka Pulliainen  | 14 (7 националности)  |
| 2003   | Zurich, Switzerland     | Alexey Zaharov     | 24 (10 националности) |
| 2005   | Riga, Latvia            | Roni Nuttunen      | 26 (11 националности) |
| 2007   | Moscow, Russia          | Roni Nuttunen      | 22 (8 националности)  |
| 2009   | Budapest, Hungary       | Ahti Lampi         | 29 (10 националности) |
| 2011   | Turku, Finland          | Maxim Borisov      | 20 (8 националности)  |
| 2013   | Stavanger, Norway       | Maxim Borisov      | 25 (10 националности) |
| 2015   | St. Petersburg, Russia  | Mikhail Shashkov   | 20 (9 националности)  |
| 2017   | Liberec, Czech Republic | Oscar Henriksson   | 36 (13 националности) |
| 2019   | Raubychi, Belarus       | Anton Umanskyy     | 33 (8 националности)  |
| 2021   | Tallinn, Estonia        | Yevheniy Matantsev | 24 (6 националности)  |

#### Историја Светског првенства за ветеране
| Година | Локација                | Победник         | Број учесника         |
| ------ | ----------------------- | ---------------- | --------------------- |
| 2005   | Riga, Latvia            | Thomas Petersson | 24 (11 националности) |
| 2007   | Moscow, Russia          | Pavel Plešák     | 25 (13 националности) |
| 2009   | Budapest, Hungary       | Pontus Eriksson  | 35 (12 националности) |
| 2011   | Turku, Finland          | Dmitriy Petrov   | 24 (11 националности) |
| 2013   | Stavanger, Norway       | Alexey Titov     | 36 (16 националности) |
| 2015   | St. Petersburg, Russia  | Stanislav Lutay  | 39 (14 националности) |
| 2017   | Liberec, Czech Republic | Aleksey Titov    | 52 (21 националности) |
| 2019   | Raubychi, Belarus       | Peter Östlund    | 59 (16 националности) |
| 2021   | Tallinn, Estonia        | Vaclav Pikl      | 45 (12 националности) |

#### Историја Европског првенства за даме
| Година | Локација             | Победник             | Број учесница        |
| ------ | -------------------- | -------------------- | -------------------- |
| 1992   | Brno, Czechoslovakia | Nathalie Biais       | 7 (4 националности)  |
| 2006   | Skalica, Slovakia    | Alexandra Belavina   | 17 (7 националности) |
| 2008   | Riga, Latvia         | Maria Yalbacheva     | 14 (7 националности) |
| 2010   | Överum, Sweden       | Maria Yalbacheva     | 15 (6 националности) |
| 2012   | Riga, Latvia         | Viktoria Laricheva   | 20 (8 националности) |
| 2014   | Riga, Latvia         | Viktoria Laricheva   | 18 (8 националности) |
| 2016   | Tallinn, Estonia     | Viktoriya Noselivska | 22 (7 националности) |
| 2018   | Eskilstuna, Sweden   | Maria Saveljeva      | 18 (7 националности) |

#### Историја Европског првенства за јуниоре
| Година | Локација           | Победник           | Број учесника         |
| ------ | ------------------ | ------------------ | --------------------- |
| 2006   | Skalica, Slovakia  | Edgars Caics       | 24 (6 националности)  |
| 2008   | Riga, Latvia       | Ahti Lampi         | 22 (8 националности)  |
| 2010   | Överum, Sweden     | Matiss Saulitis    | 25 (7 националности)  |
| 2012   | Riga, Latvia       | Maxim Borisov      | 25 (7 националности)  |
| 2014   | Riga, Latvia       | Jan Pelkonen       | 35 (11 националности) |
| 2016   | Tallinn, Estonia   | Veniamin Gerasimov | 37 (10 националности) |
| 2018   | Eskilstuna, Sweden | Nikita Zholobov    | 36 (10 националности) |

#### Историја Европског првенства за ветеране
| Година | Локација           | Победник        | Број учесника         |
| ------ | ------------------ | --------------- | --------------------- |
| 2006   | Skalica, Slovakia  | Pavel Plešák    | 28 (9 националности)  |
| 2008   | Riga, Latvia       | Pavel Plešák    | 26 (10 националности) |
| 2010   | Överum, Sweden     | Janne Kokko     | 20 (6 националности)  |
| 2012   | Riga, Latvia       | Jan Dryák       | 39 (12 националности) |
| 2014   | Riga, Latvia       | Lars Henriksson | 41 (13 националности) |
| 2016   | Tallinn, Estonia   | Alexey Titov    | 48 (13 националности) |
| 2018   | Eskilstuna, Sweden | Alexey Titov    | 45 (15 националности) |

#### Великих шест турнира
(1996-2014 World Tour Big Six, 2015-2020 World Tour Suerseries)
| Име                            | Локација | Држава         | Сезона                                         |
| ------------------------------ | --- | -------------- | ---------------------------------------------- |
| Norway Open                    | Осло, Берген, Ставангер, Bryne                                                                              | Norway         | 1996/1997, 1999/2000 - 2013/2014, 2018/2019    |
| Helsinki Open                  | Helsinki | Finland        | 2003/2004 - 2013/2014                          |
| Riga Open                      | Рига | Latvia         | 1999/2000, 2003/2004 - 2019/2020               |
| Latvia Open                    | Јекабпилс                                                                                                   | Latvia         | 2017/2018                                      |
| Swedish Masters                | Upplands Väsby, Stockholm, Enköping, Gothenburg, Jönköping, Ешилструна, Överum, Solna, Malmö, Molndal, Umeå | Sweden         | 1982/1983 - 1983/1984, 1985/1986 - 2019/2020   |
| Moscow Cup                     | Москва, Митишчи                                                                                             | Russia         | 2001/2002 - 2017/2018, 2019 -2020              |
| Kursk Cup, St. Petersburg Open | Курск, Санкт Петербург                                                                                      | Russia         | 2015/2016 (Курск), 2018/2019 (Санкт Петербург) |
| Czech Open                     | Праг, Плзењ, Прибрам, Либерец, Летовице                                                                     | Czech Republic | 2002/2003 - 2018/2019                          |

### Ниво 3
Светски турнир (World tour), Регионални шампионати, Континентални турири, Национални шампионати (Ако се одржава минимум 1 турнир годишње).

### Ниво 4
Хационални турнири, Регионални турнири, Национални и регионални шампионати у специјалним класама.

### Ниво 5
Локалне лиге

### Ниво 6
Национални турнир специјалне класе, Локални турнири јуниора, Локалне лиге специјалних класа, Други турнири.

## Светски стонохокејски турнир
У 2003/04, направљена је прва светска лига названа Евролига. Шест великих турнира формирало је лигу, Ти турнири су: Helsinki Open, Oslo Open, Riga Cup, Swedish Masters, Moscow Open and Czech Open.
Лига је променила име у Светски стонохокејски тур, а састоји се сваке године од око 15 турнира. Првобитних шест турнира се још увек сматрају најважнијим турнирима, и називају ”Великих шест” (The Big Six tournaments; 2014-сада - Superseries).

## Поредак на светској таблици (ITHF)
Светска таблица сортира играче по њиховим стварном бодовању. Рангирање је збир најбољих резултата играча у последње две године. Бодови које играч добија за учешће у било ком од пријављених турнира рачунају се на основу: нивоа турнира и броја побеђених играча у односу на светску таблицу. Победник Светског првенства добија увек 1010 поена, док победник Европског првенства и Северноамеричког првенства добија најмање 510 бодова. Светска табела израчунава резултате у задњих шест година. На светској табели налази се више од 10 000 играча из више од 50 земаља и шест континената.

### Поредак нација на таблици (ITHF)
Поредак бодова по нацијама је збир пет најбољих играча те земље. Следећа табела приказује пет најбољих нација на дан 11. јула 2020. 
| Ранг | Нација         | Топ играч              | Бодови |
| ---- | -------------- | ---------------------- | ------ |
| 1    | Russia         | Maxim Borisov (1)      | 21725  |
| 2    | Latvia         | Edgars Caics (6)       | 20394  |
| 3    | Ukraine        | Evgeniy Matantsev (13) | 19380  |
| 4    | Finland        | Kevin Eriksson (4)     | 18877  |
| 5    | Sweden         | Joakim Lundin (27)     | 17910  |
| 6    | Czech Republic | Patrik Petr (21)       | 17620  |
| 7    | Norway         | Magnus Klippen (24)    | 16153  |
| 8    | Estonia        | Jevgeni Lvov (53)      | 15161  |
| 9    | Slovenia       | Anze Bozic (131)       | 13334  |
| 10   | Lithuania      | Artem Valiev (149)     | 13045  |

### Поредак играча (ITHF) [open class]
| Ранг | Нација  | Играч             | Бодови |
| ---- | ------- | ----------------- | ------ |
| 1    | Russia  | Maxim Borisov     | 4509   |
| 2    | Russia  | Nikita Zholobov   | 4445   |
| 3    | Russia  | Denis Matveev     | 4316   |
| 4    | Finland | Kevin Eriksson    | 4305   |
| 5    | Russia  | Arseniy Stolyarov | 4296   |
| 6    | Latvia  | Edgars Caics      | 4278   |
| 7    | Russia  | Sergey Ivanov     | 4159   |
| 8    | Finland | Roni Nuttunen     | 4145   |
| 9    | Russia  | Yanis Galuzo      | 4119   |
| 10   | Latvia  | Atis Silis        | 4113   |

### Поредак играча (ITHF) [dame]
| Ранг    | Нација  | Играч           | Бодови |
| ------- | ------- | --------------- | ------ |
| 1 (66)  | Estonia | Maria Saveljeva | 3306   |
| 2 (141) | Ukraine | Hanna Ivantsova | 2813   |
| 3 (152) | Russia  | Ksenia Oboeva   | 2769   |
| 4 (188) | Estonia | Veronika Sachok | 2638   |
| 5 (198) | Latvia  | Laima Kamzola   | 2612   |

## Екстерни ликови
Руска школа стоног хокеја (видео записи)

### Федерације
- Међународна стонохокејска федерација
- Канадска асоцијација
- Чешка асоцијација
- Данска унија
- Естонска унија
- Финска асоцијација
- Мађарска асоцијација Архивирано на веб-сајту  (26. децембар 2015)
- Летонска асоцијација
- Норвешка асоцијација
- Руска федерација
- Словенска асоцијација
- Шведска асоцијација
- Швајцарска асоцијација
- Украјинска федерација
- Асоцијација САД